# Операција Минсмит
Операција Минсмит (енгл. Operation Mincemeat) ратни је и драмски филм из 2021. године у режији Џона Мадена. Темељи се на роману Бена Макинтајера о британској операцији Минсмит током Другог светског рата. У филму глуме: Колин Ферт, Кели Макдоналд, Метју Макфадјен, Пенелопи Вилтон, Џони Флин и Џејсон Ајзакс.
Премијерно је приказан на Британском филмском фестивалу у Аустралији, а 15. априла 2022. године га је Warner Bros. Pictures пустио у биоскопе у Уједињеном Краљевству, доносно 19. маја Blitz Film & Video Distribucija у Србији. Netflix га је објавио 11. маја 2022. године у Северној и Латинској Америци.

## Радња
Прича прати два британска официра који подмећу лажне документе на тело мртвог човека и стављају га у непријатељске воде у нади да ће лажне информације стићи до непријатеља. Наравно, нису баш сви у британској војној и обавјештајној служби уверени како ће та варка бити успешна.

## Улоге
- Колин Ферт као Јуен Монтагу
- Метју Макфадјен као Чарлс Чоломондели
- Кели Макдоналд као Џин Лесли
- Пенелопи Вилтон као Хестер Легерт
- Џони Флин као Ијан Флеминг
- Џејсон Ајзакс као адмирал Џон Годфри
- Марк Гатис као Ивор Монтагу
- Хати Морахан као Ајрис Монтагу
- Марк Бонар као Џон Хорсфол
- Пол Ритер као Бени Пурчејс
- Алекс Џенингс као Џон Мастерман
- Сајмон Расел Бејл као Винстон Черчил
- Џејмс Смит као Чарлс Фрејжер Смит
- Николас Роу као капетан Дејвид Ејнсворт
- Вил Кин као Салвадор Гомез Бер
- Шарлот Хамблин као Патриша Трехерн
- Лорн Макдадјен као млађи водник Роџер Дирборн (и) Глиндор Мајкл
- Руфус Рајт као поручник Бил Џуел
- Џонџо О’ил као Теди
- Руби Бентал као Кони Бјукс
- Ели Хадингтон као Хилда Џорџина Чоломондели